# Dogū hueco
El llamado Dogū hueco (中空土偶 chūkō dogū?) es una figurilla dogū de arcilla perteneciente al período Jōmon tardío (c. 1500-1300 a. C). Fue hallada de forma casual en el yacimiento de Chobonaino, parte de Hakodate, en la isla japonesa de Hokkaidō. Se exhibe en el Centro cultural Jōmon de Hakodate y es uno de los cinco dogū designados como Tesoro Nacional de Japón; del mismo modo, es el primer y único Tesoro Nacional de Hokkaidō.

## Historia

### Yacimiento de Chobonaino
El dogū fue desenterrado en un campo con vista al Océano Pacífico en la costa este de la península de Oshima en agosto de 1975, por un ama de casa que removía la tierra con una azada para cosechar patatas. Para proporcionar información contextual, se abrió un foso y se identificó un entierro en un pozo del Jōmon tardío, con un colgante de jade y fragmentos de una horquilla lacada. En 2006, se llevaron a cabo investigaciones más detalladas en un área más amplia, que desembocaron en el descubrimiento de más fosas, pozos de basura, herramientas de piedra y cerámica, así como un círculo de piedra. En una terraza sobre Chobonaino, la excavación del yacimiento B de Jōmon Makō tardío (磨光Ｂ遺跡?) ha dado lugar al hallazgo de una serie de viviendas en pozos contemporáneos.

### Conservación
Descubierta en 1975, la estatuilla fue designada Bien Cultural Importante en 1979. Dado que no había una instalación adecuada para exhibirla en la ciudad de Minamikayabe (ahora parte de Hakodate), donde se descubrió el dogū, la figurilla se guardó en un recipiente de paulownia dentro de una caja de seguridad en la bóveda del ayuntamiento local durante treinta años. Designada Tesoro Nacional en 2007, al año siguiente la estatuilla se exhibió en la 34.ª Cumbre del G8, en una vitrina en el hotel de Tōyako que sirvió de sede: el medio ambiente y el cambio climático fueron uno de los puntos principales de la agenda, y se consideró apropiado que hubiera «un representante del pueblo Jōmon que vivía en armonía con la naturaleza». Las exposiciones posteriores en las que ha aparecido la figurilla incluyen The Power of Dogu en el Museo Británico (2009), Dogū, a Cosmos, en el Museo Miho (2012) y Jomon: 10,000 Years of Prehistoric Art in Japan, en el Museo Nacional de Tokio (2018). La cerámica ahora se encuentra en la sala cuatro del Centro cultural Jōmon de Hakodate, con una iluminación que evoca la de la luna y el entorno del período Jōmon.

## Descripción
La estatuilla mide 41,5 cm de alto y 20,1 cm de ancho, y pesa 1745 g. Su tamaño es aproximadamente una cuarta parte del tamaño de un adulto humano, y es el más grande de su tipo. Aparte de los brazos que le faltan y un agujero a cada lado de la parte superior de la cabeza, el dogū está bien conservado.
En la mayor parte de su superficie, la figurilla está cubierta con decoración de tres tipos: bandas acanaladas, huellas de cuerdas e impresiones circulares. Aunque una teoría considera que la figura es femenina, con pezones bien definidos, un vientre modelado ligeramente hinchado que indica embarazo y una decoración parecida a una línea negra que le baja por el pecho, la figura generalmente se ve como masculina, con una barba punteada que va de oreja a oreja, cubriendo su barbilla y cuello. La «discordancia» en los «rasgos de género» puede incluso «dar la impresión de una figura destinada a trascender el género».
La cara está ligeramente inclinada hacia arriba y hacia la izquierda, mientras que la pequeña protuberancia en la parte superior de la cabeza puede ser un moño. La ceja, la nariz y las orejas únicas y continuas están definidas por tiras de arcilla. Debajo de la boca, dos líneas acanaladas marcan la transición de la piel a la barba, mientras que esta se encuentra limitada por debajo por un anillo en el cuello. Se aplicaron más tiras acanaladas de arcilla en la parte posterior de la cabeza —tal vez a modo de una cubierta de tela—, en la parte superior del pecho y la espalda, una parte superior recortada que dejaba el estómago y las piernas, que están cubiertas con una prenda similar a un pantalón, dividida de manera horizontal con patrones extravagantes. Las rodillas están ligeramente flexionadas, mientras que entre la parte inferior de las piernas hay un travesaño con una abertura. Rastros de laca negra en la barba y pigmento negro y rojo en las piernas y en otros lugares sugieren que la estatuilla pudo haber sido pintada de rojo y negro en su totalidad.
Investigadores del Museo de la Ciudad de Hakodate llevaron al dogū al hospital municipal para realizarle una tomografía computarizada, lo que ayudó a comprender el método de manufacturación y el interior, más allá de lo que podría determinarse al encender una antorcha a través de los agujeros donde estarían los brazos y en la parte superior de la cabeza. El torso está formado por losas de arcilla, muy delgadas en la parte posterior, con tubos del mismo material para las piernas y una cabeza moldeada con los dedos. La abertura del ornamento entre las piernas conecta con el resto del hueco interior, y esto ha dado lugar a diferentes interpretaciones: puede estar inspirada en las vasijas contemporáneas con decoración figurativa humana y un estandarte donde estaría el pie. Es posible que se haya utilizado en un ritual funerario relacionado con el entierro donde fue encontrada: el oficiante pudo haber vertido el dogū lleno de líquido sobre el cuerpo del difunto y en la boca abierta de los asistentes, pudo haber estado lleno de humo o bien haber sido simplemente un dispositivo que funcionaba para mejorar la circulación del aire durante su combustión, una técnica similar que se usó más tarde en las figuras haniwa.